# Supercoppa bulgara 2017 (pallavolo maschile)
La Supercoppa bulgara 2017 si è svolta il 30 settembre 2017: al torneo hanno partecipato due squadre di club bulgare e la vittoria finale è andata per la seconda volta consecutiva al Neftohimik.

## Regolamento
Le squadre hanno disputato una gara unica.

## Squadre partecipanti
| Squadra    | Qualificazione                       | Ultima partecipazione   |
| ---------- | ------------------------------------ | ----------------------- |
| Neftohimik | Vincitrice Superliga 2016-17         | Supercoppa bulgara 2016 |
| Dobrudža   | Vincitrice Coppa di Bulgaria 2016-17 | Supercoppa bulgara 2016 |

## Torneo
| 30 settembre 2017 Kolodruma, Plovdiv Durata: ? - Spettatori: ? | Neftohimik | 3 - 1 | Dobrudža | 21-25, 25-15, 25-18, 25-23 |